# Bassano Staffieri
Bassano Staffieri (Casalpusterlengo, 6 settembre 1931 – La Spezia, 31 luglio 2018) è stato un vescovo cattolico italiano.

## Biografia
Nasce a Zorlesco, frazione di Casalpusterlengo, nella diocesi di Lodi, il 6 settembre 1931.

### Formazione e ministero sacerdotale
Frequenta il seminario diocesano di Lodi e il V anno di teologia presso l'Istituto sacerdotale "Maria Immacolata e San Pio X" in Lodi.
Il 9 giugno 1955 è ordinato presbitero, nella cattedrale di Lodi, dal vescovo Tarcisio Vincenzo Benedetti.
Dopo l'ordinazione è vicario parrocchiale della parrocchia di Santa Maria Ausiliatrice di Lodi; due anni più tardi è nominato vicedirettore, poi direttore, della Casa della gioventù ed assistente del Centro Sportivo Italiano. Dal 1958 al 1968 è viceassistente diocesano, poi assistente, della Gioventù di Azione Cattolica. Collabora strettamente col ginecologo Giacomo Bertolotti, animatore dell'Azione Cattolica giovanile di Sant'Angelo Lodigiano, e fondatore del Centro per la Famiglia di Lodi, di cui diviene il primo presidente. Per tre anni insegna religione alle scuole medie, mentre dal 1958 al 1973 presso gli istituti superiori "Agostino Bassi" ed "Alessandro Volta" di Lodi. Dal 1968 al 1973 è rettore del Collegio vescovile.
Nel 1973 il vescovo Giulio Oggioni lo nomina vicario episcopale per la pastorale e l'educazione cristiana ed assistente diocesano di Azione Cattolica, poi provicario generale. In questi anni è anche presidente del Centro per la famiglia, presidente della Caritas diocesana e delegato regionale della Conferenza episcopale lombarda per la scuola materna. Diventa membro del capitolo dei canonici del duomo di Lodi; in seguito ne diviene presidente ed arciprete.
Nel 1977 il nuovo vescovo Paolo Magnani lo nomina vicario generale della diocesi di Lodi, incarico ricoperto fino al 12 gennaio 1987, quando viene designato, dal consiglio di presidenza, quale sottosegretario della Conferenza Episcopale Italiana.

### Ministero episcopale
L'11 luglio 1989 papa Giovanni Paolo II lo nomina vescovo di Carpi; succede ad Alessandro Maggiolini, precedentemente nominato vescovo di Como. Il 9 settembre successivo riceve l'ordinazione episcopale, nella cattedrale di Lodi, dal cardinale Ugo Poletti, co-consacranti i vescovi Camillo Ruini (poi arcivescovo e cardinale) e Giacomo Capuzzi. Il 24 settembre prende possesso della diocesi.
Nel 1990 è eletto segretario della Commissione episcopale per la famiglia della Conferenza Episcopale Italiana.
Il 10 luglio 1999 papa Giovanni Paolo II lo nomina vescovo della Spezia-Sarzana-Brugnato; succede a Giulio Sanguineti, precedentemente nominato vescovo di Brescia. Il 10 ottobre prende possesso della diocesi.
Il 3 dicembre 2002 indirizza insieme al vescovo di Verona Flavio Roberto Carraro una lettera alle comunità islamiche in Italia, in occasione della festa di Id al-fitr (conclusione del Ramadan). I due vescovi invitano a creare occasioni di dialogo, incontro e solidarietà, affermando che i religiosi devono impedire che "la fede sia utilizzata come strumento per nascondere altri interessi, che possono condurre gli uomini e le nazioni a contrapporsi".
Il 15 giugno 2004 è eletto vicepresidente della Conferenza episcopale ligure.
Il 6 dicembre 2007 papa Benedetto XVI accoglie la sua rinuncia, presentata per raggiunti limiti di età; gli succede Francesco Moraglia, del clero di Genova. Rimane amministratore apostolico della diocesi fino all'ingresso del successore, avvenuto il 1º marzo 2008.
Il 18 luglio 2008, durante una seduta straordinaria del Consiglio comunale, gli viene conferita la cittadinanza onoraria della Spezia, città in cui continuava a risiedere dopo la rinuncia.
Il 15 giugno 2013 partecipa a Carpi alla beatificazione di Odoardo Focherini, presieduta dal cardinale Angelo Amato, prefetto della Congregazione per le cause dei santi.
È deceduto la mattina del 31 luglio 2018 a La Spezia all'età di 86 anni; le sue esequie vengono celebrate il 3 agosto seguente dal cardinale Angelo Bagnasco, nella cattedrale di Cristo Re.

## Genealogia episcopale
La genealogia episcopale è:
- Cardinale Scipione Rebiba
- Cardinale Giulio Antonio Santori
- Cardinale Girolamo Bernerio, O.P.
- Arcivescovo Galeazzo Sanvitale
- Cardinale Ludovico Ludovisi
- Cardinale Luigi Caetani
- Cardinale Ulderico Carpegna
- Cardinale Paluzzo Paluzzi Altieri degli Albertoni
- Papa Benedetto XIII
- Papa Benedetto XIV
- Papa Clemente XIII
- Cardinale Marcantonio Colonna
- Cardinale Giacinto Sigismondo Gerdil, B.
- Cardinale Giulio Maria della Somaglia
- Cardinale Carlo Odescalchi, S.I.
- Cardinale Costantino Patrizi Naro
- Cardinale Lucido Maria Parocchi
- Papa Pio X
- Cardinale Gaetano De Lai
- Cardinale Raffaele Carlo Rossi, O.C.D.
- Arcivescovo Gilla Vincenzo Gremigni, M.S.C.
- Cardinale Ugo Poletti
- Vescovo Bassano Staffieri